# Col des Ares
Pour les articles homonymes, voir Ares (homonymie).
Ne doit pas être confondu avec Col d'Ares.

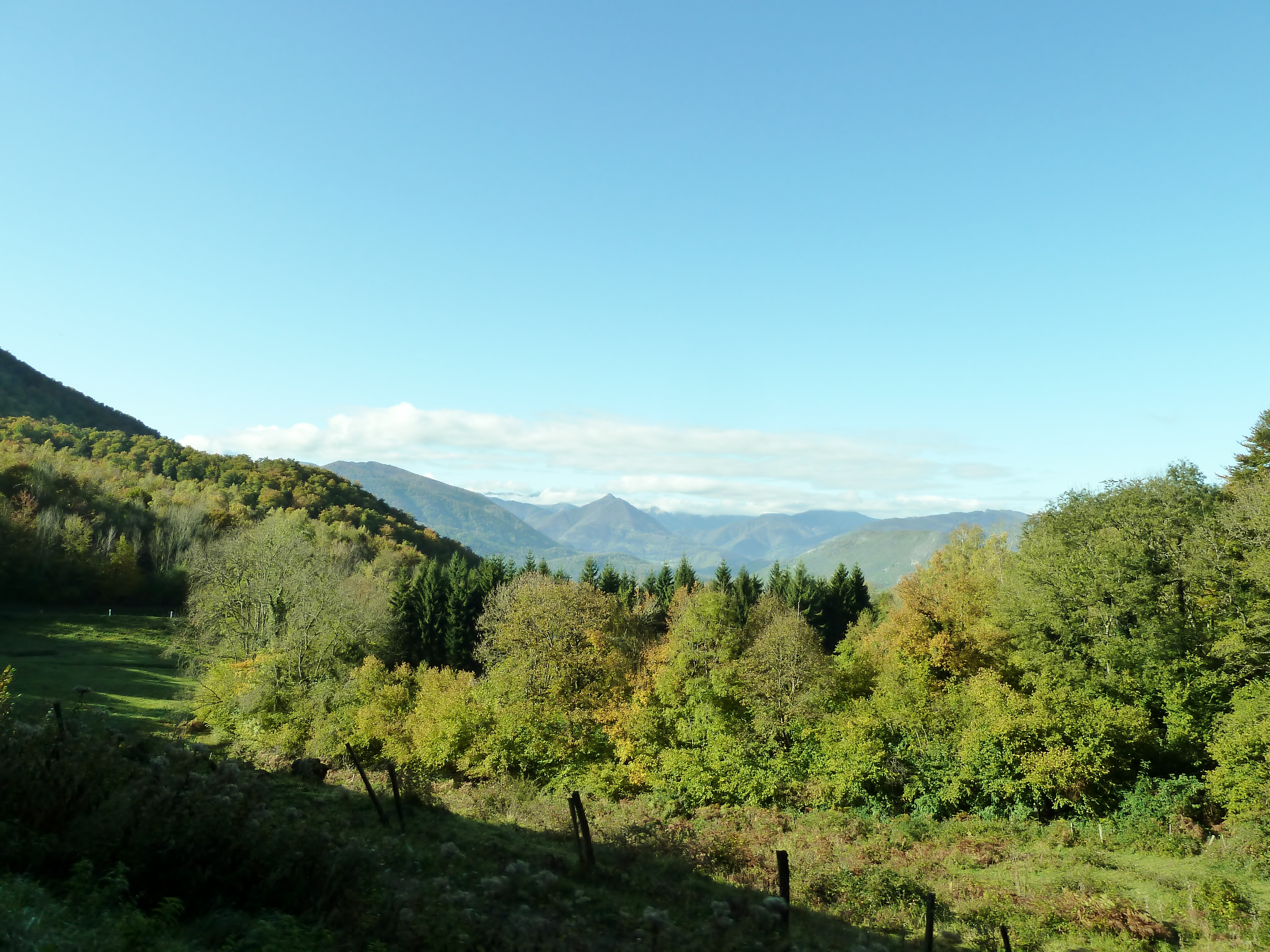
Vue depuis le col des Ares.

Le col des Ares est un col des Pyrénées françaises dans le département de la Haute-Garonne (région Occitanie) situé à la jonction des communes de Saint-Pé-d'Ardet, Malvezie et Cazaunous. Il se trouve à 799 mètres d'altitude, et relie Juzet d'Izaut à Fronsac par la D 618, avec un dénivelé de 330 mètres d'un côté et 310 mètres de l'autre.

## Tour de France
Le Tour de France cycliste a franchi le col à 42 reprises entre 1910 et 2017, la première ayant eu lieu le 19 juillet lors du Tour 1910, la dernière pour le Tour 2017 (12e étape). Il s'agit d'un col de 3e catégorie ou 2e catégorie suivant les années. Voici les coureurs qui sont passés en tête :
| Année | Étape | Catégorie | 1er au sommet       |
| ----- | ----- | --------- | ------------------- |
| 2017  | 12    | 2         | Thomas De Gendt     |
| 2014  | 16    | 3         | Thomas Voeckler     |
| 2012  | 17    | 2         | Thomas Voeckler     |
| 2010  | 15    | 2         | Thomas Voeckler     |
| 2008  | 9     | 3         | Sebastian Lang      |
| 2006  | 12    | 2         | Michael Rasmussen   |
| 2004  | 13    | 3         | Sylvain Chavanel    |
| 1999  | 15    | 2         | Mariano Piccoli     |
| 1997  | 10    | 3         | Laurent Brochard    |
| 1989  | 11    | 3         | Gert-Jan Theunisse  |
| 1984  | 11    | 3         | Theo de Rooij       |
| 1981  | 4     | 3         | Bernard Becaas      |
| 1972  | 9     | 3         | Christian Raymond   |
| 1968  | 14    | 2         | Franco Bitossi      |
| 1966  | 11    | 3         | Joaquim Galera      |
| 1964  | 15    | 3         | Joaquim Galera      |
| 1963  | 12    | 3         | Rik Van Looy        |
| 1962  | 14    | 3         | André Darrigade     |
| 1961  | 16    | 3         | Imerio Massignan    |
| 1960  | 12    | 3         | André Darrigade     |
| 1958  | 15    | 3         | Federico Bahamontes |
| 1957  | 17    | 3         | passage groupé      |
| 1956  | 13    | 3         | Bruno Monti         |
| 1952  | 17    | hors GPM  | passage groupé      |
| 1951  | 15    | hors GPM  | José Serra Gil      |
| 1948  | 8     | hors GPM  | Jean Robic          |
| 1947  | 14    | hors GPM  | Albert Bourlon      |
| 1938  | 9     |           | Pierre Gallien      |
| 1937  | 14    |           | Sylvère Maes        |
| 1936  | 14    |           | Sauveur Ducazeaux   |
| 1935  | 15    |           |                     |
| 1934  | 16    |           | Adriano Vignoli     |
| 1933  | 16    |           | Ludwig Geyer        |
| 1932  | 6     |           | passage groupé      |
| 1926  | 11    |           | passage groupé      |
| 1925  | 9     |           | Ottavio Bottecchia  |
| 1924  | 7     |           | Lucien Buysse       |
| 1923  | 7     |           | passage groupé      |
| 1920  | 7     |           | passage groupé      |
| 1919  | 7     |           | Jean Alavoine       |
| 1914  | 7     |           | Jean Alavoine       |
| 1912  | 9     |           | Odile Defraye       |
| 1910  | 9     |           | Octave Lapize       |